# Religiose dell'Ordine di Nostra Signora della Mercede
Le Religiose dell'Ordine di Nostra Signora della Mercede (in spagnolo Religiosas de la Orden de Nuestra Señora de la Merced; sigla O. de M.) sono un istituto religioso femminile di diritto pontificio.

## Storia
Le origini della congregazione coincidono con quelle del monastero detto della Purissima Concezione di Madrid, detto anche di Don Juan de Alarcón, fondato l'11 gennaio 1606 con l'approvazione del maestro generale dei mercedari e confermato da papa Paolo V il 3 novembre 1619.
Le religiose del monastero osservarono una stretta clausura fino al 1901, poi iniziarono a dedicarsi anche all'insegnamento.

## Attività e diffusione
Le suore si dedicano all'istruzione e all'educazione cristiana della gioventù.
La sede generalizia è a Madrid.
Alla fine del 2015 l'istituto contava 138 religiose in 15 case.